# Villa Pertusati
Villa Pertusati è un'antica villa nobiliare, risalente al XVIII secolo, posta nel centro abitato di Comazzo.
La villa fu progettata dall'architetto Francesco Croce, mentre il giardino è opera di Carlo Croce, che si occupò anche di curare la sistemazione idraulica. Successivamente passò più volte ad altri proprietari; dalla fine del XIX secolo ospita la sede del municipio.

### Testi di approfondimento
- Villa Pertusati di Comazzo nelle acqueforti di Marcantonio Dal Re dalla Civica raccolta delle stampe Achille Bertarelli di Milano, Cinisello Balsamo, Silvana, 2001, ISBN non esistente, SBN LO11044802.